# Myrmica kotokui
Myrmica kotokui (лат.) — вид мелких муравьёв рода Myrmica (подсемейство мирмицины). Один из наиболее обычных представителей мирмик в Восточной Азии.

## Распространение
Восточная Палеарктика: Дальний Восток России, Северный Китай, Корейский полуостров, Япония

## Описание
Мелкие рыжевато-коричневые муравьи длиной около 5 мм с длинными шипиками заднегруди. Скапус усика рабочих плавно изогнут у основания (без зубца или лопасти); петиоль с явным стебельком спереди. Клипеус самцов с тонкими продольными бороздками (у сходного вида Myrmica ruginodis клипеус самцов гладкий). Стебелёк между грудкой и брюшком состоит из двух члеников: петиолюса и постпетиолюса (последний четко отделен от брюшка), жало развито, куколки голые (без кокона). Брюшко гладкое и блестящее. Встречается в разнообразных биотопах: леса, кустарники, луга. Гнёзда, главным образом, в почве, под камнями, а также в гнилой древесине. Брачный лёт крылатых половых особей отмечен с августа по сентябрь. Семьи моногинные или полигинные, содержат несколько тысяч рабочих особей.

## Систематика и этимология
Близок к видам из группы Myrmica rubra-group, в которой наиболее сходен с видом Myrmica ruginodis. Вид был впервые описан в 1911 году швейцарским энтомологом Огюстом Форелем в качестве подвида под первоначальным названием Myrmica rubra subsp. kotokui Forel, 1911; видовой статус придан в 1976 году. Своё название вид M. kotokui получил, предположительно (по мнению мирмекологов А. Г. Радченко и Г. Элмса, проводивших ревизию рода) в честь японского социалиста и анархиста Сюсуя Котоку (S. Kotokui, 幸徳 傳次郎; 1871—1911), который был казнён в год описания таксона.